# Nord Noratlas

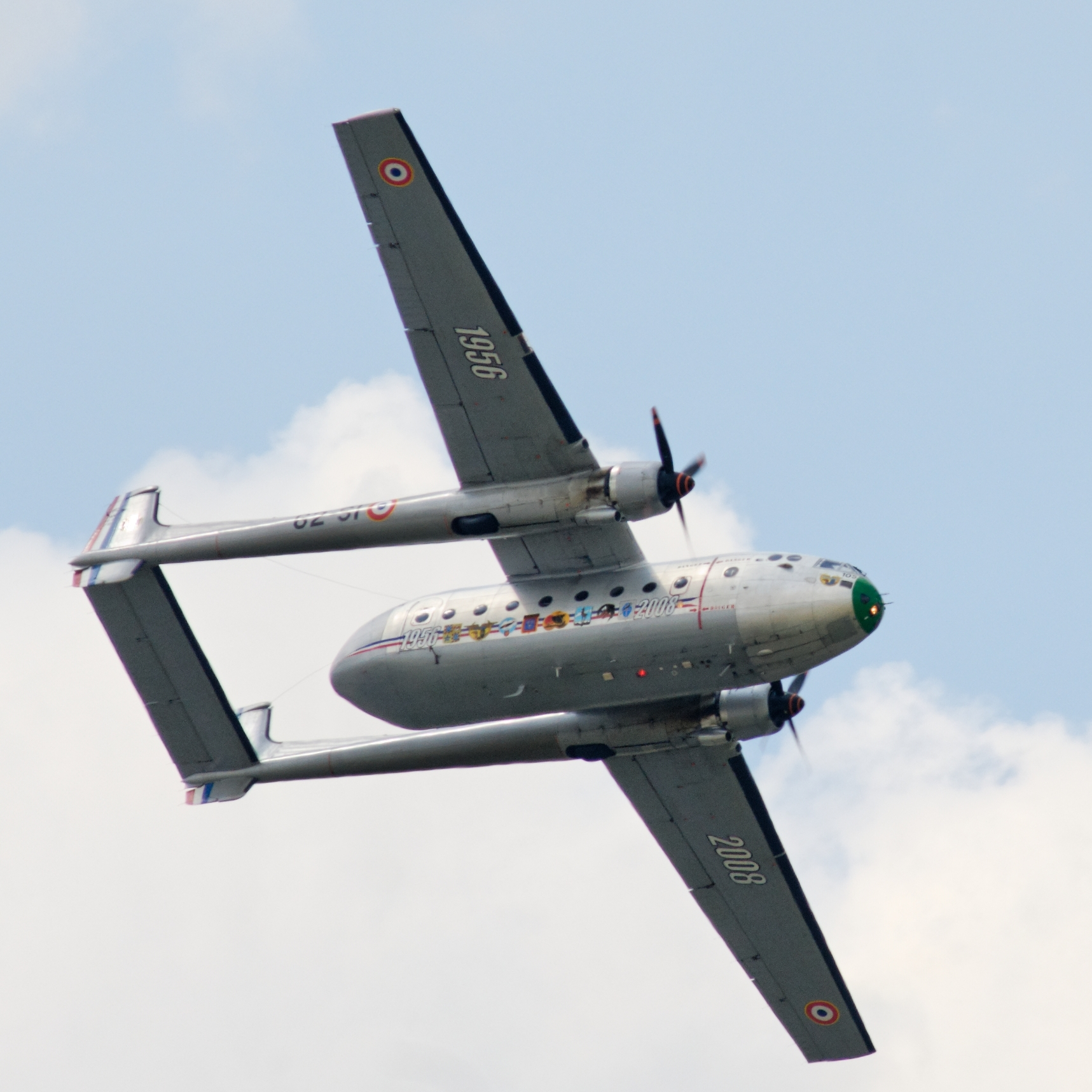
Een Nord Noratlas in 2009

De Nord-Noratlas is een Frans militair vrachtvliegtuig uit de jaren 50, waarvoor onder andere de Franse, Duitse en Israëlische luchtmachten bestellingen hadden geplaatst. De latere versie Nord-2501 Noratlas lijkt veel op de Fairchild C-119 Flying Boxcar.